# Bačvani
Bačvani (szerbül:  Бачвани), falu Bosznia-Hercegovinában, Bosanska krajina területén, Kozarska Dubica községben, a Szerb Köztársaságban. 

## Fekvése
Bosznia-Hercegovina északi részén, Banja Lukától légvonalban 64, közúton 84 km-re északnyugatra, községközpontjától légvonalban 12, közúton 13 km-re nyugatra, 102 – 220 méteres tengerszint feletti magasságban, az Una jobb partján, az Una és a Száva összefolyásától 23 km-re délnyugatra fekszik. Területe a Potkozarje dombjain és az Una folyó jobb partján található. A falun keresztül folyik a Surtulija-patak és áthalad rajta a Kozarska Dubica - Kostajnica út.

## Népessége
| Nemzetiségi csoport | Népesség 1991 | Népesség 2013 |
| ------------------- | ------------- | ------------- |
| Szerb               | 131           | 100           |
| Bosnyák             | 0             | 0             |
| Horvát              | 0             | 1             |
| Jugoszláv           | 1             | 0             |
| Egyéb               | 0             | 0             |
| Összesen            | 132           | 101           |

## Története
A legenda szerint a falu arról kapta a nevét, hogy ott hordókat készítettek. A település már a középkorban is létezett, hiszen a Cintor nevű helyen egy középkori templom és egy nekropolisz maradványai találhatók. A középkori falu virágzásának feltehetően az 1538-as oszmán hódítás vetett véget.
A település 1878-ig tartozott az Oszmán Birodalomhoz, ekkor a berlini kongresszus határozata alapján az Osztrák-Magyar Monarchia része lett. 1879-ben az első osztrák-magyar népszámlálás során a Kostajnicai járáshoz tartozó Slabinja község részeként a településnek a szomszédos Babinaccal együtt 46 háztartása és 297 ortodox szerb lakosa volt.1910-ben a Kostajnicai járásba tartozó Babinac-Bačvani községben Bačvaniban 31 háztartást és 223 ortodox szerb lakost találtak. A monarchia szétesésével 1918-ben előbb a Szerb-Horvát-Szlovén Királyság, majd 1929-től a Jugoszláv Királyság része. 1921-ben Babinac-Bačvani községnek 84 háztartása és 566 lakosa volt. Jugoszlávia megszállása után a falu a Független Horvát Állam (NDH) része lett. A második világháborúban 58 helyi NOVJ-harcos és 96 civil halt meg, köztük 30 14 év alatti gyermek volt. A falu lakosai közül sokan szenvedtek a jasenovaci koncentrációs táborban. 1945-től a település a szocialista Jugoszlávia része volt. A falu 1967-ben kapott áramot, a 80-as években pedig telefonkapcsolatot és helyi vízellátást. A Bosznia-Hercegovinában zajló polgárháború idején a település a Boszniai Szerb Köztársaság része volt. 1995. szeptember 18-án és 19-én az Una horvát hadművelet keretében Kozarska Dubica község területét megtámadta a Horvát Köztársaság hadserege (HV). Ezt a támadást a Boszniai Szerb Köztársaság hadserege (VRS) és a helyi lakosság visszaverte. A daytoni békeszerződést követő területfelosztásnál a település, Kozarska Dubica község részeként a Szerb Köztársaság területéhez került.

## Nevezetességei
- A Legszentebb Istenanya Mennybevétele tiszteletére szentelt ortodox temploma.

- Cintor – középkori templom és temető maradványai. A Kostajnica – Kozarska Dubica út mentén, a slabinjai kereszteződésnél alapfalak és temető maradványai találhatók, melyek a késő középkorból származnak.[4]

## Fordítás
- Ez a szócikk részben vagy egészben  a(z)   Бачвани című szerb Wikipédia-szócikk ezen változatának fordításán alapul.  Az eredeti cikk szerkesztőit annak laptörténete sorolja fel. Ez a jelzés csupán a megfogalmazás eredetét és a szerzői jogokat jelzi, nem szolgál a cikkben szereplő információk forrásmegjelöléseként.